# Јаско језеро
Јаско језеро или Јаси (рус. Ясское озеро, Яссы) моренско је језеро на северозападу Тверске области, у европском делу Руске Федерације. Налази се на подручју Торопечког рејона на рубним деловима Валдајског побрђа. Кроз језеро протиче река Торопа која га уједно повезује са басеном Западне Двине.
Површина језерске акваторије је 4,56 км², максимална дужина је 4,52 км, ширина до 2,51 км. Површина језера лежи на надморској висини од 179,5 метара.